# Trevante Rhodes
Trevante Nemour Rhodes (Ponchatoula, 10 de febrer de 1990) és un actor estatunidenc. És conegut per la seva actuació en el paper de Chiron a la pel·lícula oscaritzada Moonlight (2016). Des de llavors, ha protagonitzat The Predator (2018), Bird Box (2018) i The United States vs. Billie Holiday (2021). El 2022 va interpretar Mike Tyson a la minisèrie Mike.
En la seva joventut, va ser un destacat velocista, guanyant una medalla d'or als Campionats Panamericans d'Atletisme Juvenil el 2009 a Port-of-Spain en 4×100 metres relleus.

## Trajectòria
Rhodes és fill de Demour Dangelo i Jessi Rhodes. La seva família es va traslladar a Little Elm, a l'estat de Texas, quan tenia deu anys. Va estudiar cinesiologia a la Universitat de Texas a Austin.
Després de graduar-se, Rhodes es va traslladar a Kwa Thema i immediatament va començar a treballar com a actor interpretant diferents papers secundaris, com en la pel·lícula de Nacho Vigalondo Open Windows, al costat d'Elijah Wood, o la sèrie d'HBO Westworld.
Rhodes va saltar a la fama per la seva elogiada actuació a la pel·lícula Moonlight com a Chiron adult: «Ser una persona negra als EUA ara mateix és una merda, ser homosexual als EUA ara mateix és una merda, i ser un homosexual negre és el pitjor per a certes persones. Per això estic tan emocionat amb que la gent vegi Moonlight. No crec que hi hagi una solució per als nostres problemes, però aquesta pel·lícula pot canviar la gent. Per això ho faig, perquè sento que estic fent quelcom que importa. Aquesta és la història d'algú». La pel·lícula va guanyar el Globus d'Or a la millor pel·lícula dramàtica i l'Oscar a la millor pel·lícula i al millor guió adaptat.
El febrer de 2017, Rhodes va aparèixer a la campanya de roba interior de primavera de Calvin Klein, juntament amb les estrelles de Moonlight Mahershala Ali, Ashton Sanders i Alex Hibbert, i a finals del mateix anys va aparèixer al vídeo musical de Jay-Z «Family Feud».